# アルゼンチン系日本人
アルゼンチン系日本人（アルゼンチンけいにほんじん）は、両親の一方もしくは両方がアルゼンチン人にルーツを持つ日本人、もしくは、アルゼンチン国籍で生まれたがその後日本に帰化した人物を指す。

## 著名なアルゼンチン系日本人一覧
- ホルヘ・アルベーロ（サッカー選手）
- 伊礼彼方（アーティスト、モデル）
- セルヒオ・エスクデロ（サッカー選手）
- エスクデロ・セルヒオ（サッカー選手）
- 島袋涼平（野球選手）
- 星誕期偉真智（力士）
- 道端カレン（モデル）
- 道端ジェシカ（モデル）
- 道端アンジェリカ（モデル）
- 松下マルタ（学者）